# علم طبخ
علم طبخ با نام کامل علم الطبخ الاطعمه و الاشربه و المزورات و المعالجین، رساله‌ای است از دوره قاجار دربارهٔ آشپزی ایرانی. از نویسنده این کتاب اطلاعاتی در دسترس نیست اما تخلص او فلوج بوده است. علم طبخ یکی از چند کتاب انگشت‌شمار با موضوع آشپزی است که امروزه به صورت کامل موجود بوده و در مقایسه با کتاب‌های مشابه دیگر، نسبتاً جزئیات بیشتری در دستورهای غذا دارد. دستورهای غذایی و برخی مواد به کار رفته در این کتاب، همانند سایر کتاب‌های مشابه، قطعاً از دسترس طبقه عام جامعه در آن دوره خارج بوده و به همین دلیل احتمال داده شده که صاحب اصلی اثر، یک آشپز دربار بوده و دستورهای غذایی مذکور را در اختیار کاتب قرار داده تا به خط زیبا به رشته تحریر درآورد.
این کتاب به اهتمام سمن حصیبی و امیرصیاد عبدی تصحیح شده است و نشر سفیر اردهال آن را منتشر کرده است.

## ساختار کتاب
کتاب بدون هیچ مقدمه و دیباچه‌ای آغاز می‌شود و تنها به تعریفی بسیار مختصر از «علم طبخ» و نام بردن از «اسامی کتبی که در این فن نوشته‌اند»، بسنده می‌کند و نویسنده پس از این، یک راست به سراغ به دستورهای غذایی می‌رود. در عین حال که این دستورها به ترتیب حروف الفبا آورده شده، نویسنده یک دسته‌بندی کلی نیز از غذاهای معرفی شده در کتاب ارائه داده است.